# Lalaloopsy
Lalaloopsy são uma linha plástica de bonecas diversas lançada em 2010, nos Estados Unidos, pela MGA Entertainment. Lançadas inicialmente com o nome de Bitty Buttons, seu nome foi mudado logo após o lançamento para Lalaloopsy. As bonecas ganharam grande popularidade, sendo lançadas diversas Lalaloopsys, pequenas e grandes, além de linhas licenciadas e games.
Em 2012, as bonecas viraram uma série de animação, indo ao ar no canal Nick Jr nos Estados Unidos. No Brasil, a série é exibida diariamente no canal Discovery Kids. Em Portugal, foi exibida pelo Canal Panda.

## Descrição

### Origem
Cada boneca adquiriu sua personalidade e gostos com base no tecido com o qual foi costurada (por exemplo: Rosy Bumps 'N' Bruises foi costurada com um uniforme de enfermeira e seus gostos estão relacionados à medicina e ao cuidado do paciente), ela estava motivada seguir estes tipos de gostos junto com outros de seus amigos e escolher seu animal de estimação que a acompanharia em suas aventuras  .
Pode-se dizer que foram costurados por pessoas porque o termo "irmãs" é aplicado ao mencionar o conceito de "linhagem de botões e padrão de costura"  junto com o fato de várias seções de laloopsyland serem costuradas a partir de objetos de uso diário para pessoas. Nos livros , esse fato fica mais evidente por mencionarem como se comportavam as pessoas que vestiam as roupas que mais tarde seriam utilizadas na confecção das bonecas. A Oficina de Lalaloopsy, no entanto, foi costurada em série por uma fábrica  e o filme Lala Babies sugere que elas são bonecas literalmente imóveis.
De acordo com a descrição fornecida pela Splash Entertainment, as lalaloopsies foram costuradas juntas onde cada um deles recebeu um animal de estimação. Mais tarde, mais lalas seriam costuradas com o tempo e todos se mudariam para Lalaloopsyland, onde construíram suas casas com o que puderam encontrar.

### Caracteristicas
Apesar de serem bonecos, possuem características comportamentais semelhantes às das pessoas. Entre os quais eles podem: comer e sentir fome, pegar um resfriado, sentir frio, ficar chateado, se apaixonar e corar, entre outros. Os próprios Lalaloopsies estão cientes de que são bonecos, considerando os eventos vistos nos webisódios "Super Silly Party"  e "Band Together".
Em "Lalaloopsy Girls" é mostrado que as Lalaloopsy estão mudando os estágios de desenvolvimento, visto que são mostradas como adolescentes indo para a Lala High School. Não se sabe se eles têm habilidades reprodutivas, visto que em "Nós somos a Lalaloopsy" os animais de estimação os têm.
Eles vivem em um lugar em miniatura na Terra, cuja população é quase inteiramente feminina e supera os homens em uma proporção de 25 para 1.

### Evidências de gerações anteriores
Esta geração de Lalaloopsies não é a primeira a habitar Lalaloopsyland, considerando que Bea Spells-a-Lot menciona que havia muitos tipos de história de botões em uma árvore do próprio colégio, sugerindo a existência de outros lalas predecessores. O lugar para onde as gerações anteriores foram após a formatura é desconhecido.

### Profissões
Cada lala se dedica a uma profissão, que não é exclusiva dela. Por exemplo: Storm E. e Strings são guitarristas e Jewel praticava balé antes da chegada de Tippy Tumblelina. Além disso, uma lala pode ter outros hobbies, por exemplo Storm E. tem vários instrumentos em seu trailer, Jewel também é cabeleireira e Spot tentou ser contadora.

## Série de TV
Na série, as bonecas vivem em um local chamado de Lalaloopsyland, um lugar colorido e cheio de diversão, onde as Lalaloopsy vivem diversas brincadeiras. O desenho tem classificação livre, sendo indicado para meninas de 1 a 19 anos de idade.

## Personagens
| Nome                      | Origem e Personalidade |
| ------------------------- | --- |
| Ace Fender Bender         | Ace é o residente mais prático de toda a Lalaloopsyland. Ele é um operador legal que às vezes tem o pavio curto. Ele foi costurado no dia 30 de julho com roupas de mecânico e tem um macaco como animal de estimação. |
| Alice in Lalaloopsyland   | Alice é talvez a residente mais imaginativa de Lalaloopsyland. Ela é uma sonhadora curiosa, que adora explorar. Suas coisas favoritas são festas de chá, jogar croquet e pintar as rosas de vermelho. Ela foi costurada no dia 12 de junho com o vestido de Alice no País das Maravilhas e tem um coelho branco como animal de estimação. |
| Allegra Leaps 'N' Bounds  | Allegra é a bailarina de Lalaloopsyland. Ela é uma dançarina maravilhosa que nunca comete erros, isso ela admite. Ela adora chocolates, fazer uma reverência e girar até ficar tonta. Ela foi costurada no dia 7 de fevereiro com uma sapatilha de balé e tem um esquilo como animal de estimação. |
| April Sunsplash           | April é a entusiasta mais colorida e espetacular do arco-íris em Lalaloopsyland. Ela simplesmente adora mergulhar nas poças depois que a chuva para. Ela foi costurada no dia 3 de abril com um guarda-chuva de arco-íris e tem um tucano como animal de estimação. |
| Autumn Spice              | Autumn é a maior entusiasta do outono de toda a Lalaloopsyland. Ela é legal e calma, e às vezes esquecida, ela muitas vezes deixa coisas para trás. Suas coisas favoritas são nozes, torta e dias ventosos. Ela foi costurada no dia 22 de outubro a partir de folhas de outono e tem um pássaro como animal de estimação. |
| Anna Double Scoops        | Anna é a maior entusiasta de sundae de toda a Lalaloopsyland. Ela adora ser o centro da festa. Para ela nenhum ingrediente é demais na hora de fazer o evento perfeito. Fazer seus convidados felizes é apenas a cereja do bolo. Ela foi costurada no dia 25 de agosto a partir de uma taça de sundae e tem um macaco como animal de estimação. |
| Bea Spells-a-Lot          | Bea é a irmã mais velha de Specs Reads-a-Lot. Ela é a residente mais inteligente e culta de Lalaloopsyland. Ela possui a maior coleção de livros em sua biblioteca pessoal. Sempre que seus amigos precisam de informações, Bea é a garota que tem o livro certo para o trabalho. Ela foi costurada no dia 16 de outubro com o uniforme de uma colegial e tem uma coruja como animal de estimação. |
| Berry Jars 'N' Jam        | Berry é irmã gêmea de Sunny Side Up. Ela é a melhor fornecedora de geleias caseiras e panquecas de frutas vermelhas em Lalaloopsyland. Ela trabalha duro, é um pouco intrometida e faz as maiores pilhas de panquecas da cidade. Ela foi costurada no dia 12 de outubro com roupas de fazendeiro e tem uma vaca como animal de estimação. |
| Baley Sticks N. Straws    | Baley é possivelmente a maior pensadora de Lalaloopsyland. Ela é uma pensadora exagerada que sempre tem ótimas ideias. Ela gosta de correr pelos milharais e pode cultivar a maior abóbora da Lalaloopsyland. Ela foi costurada no dia 22 de fevereiro a partir de canudos e tem dois corvos como animal de estimação. |
| Blossom Flowerpot         | Blossom é a irmã mais velha de Petal Flowerpot. Ela é uma das melhores jardineiras de toda Lalaloopsyland. Ela é super paciente e carinhosa, sempre alegre e adora cavar na terra. Ela foi costurada no dia 22 de abril com uma luva de jardineiro e tem uma borboleta como animal de estimação. |
| Bluebell Dewdrop          | Bluebell é a melhor jardineira de Lalaloopsyland quando se trata de cultivar campânulas. Ela gosta de encontrar lugares divertidos para se esconder. Sua coisa favorita a fazer é tocar uma sineta para que todos os seus amigos saibam onde ela está. Ela foi costurada no dia 1 de maio com uma campânula e tem uma libélula como animal de estimação. |
| Blush Pink Pastry         | Blush é a maior entusiasta do chantilly da Lalaloopsyland. Ela é super alegre e com muita diversão. Ela sempre ilumina o clima, completando as coisas com uma inteligência alegre. Ela foi costurada no dia 2 de janeiro a partir de um creme de chantilly e tem uma borboleta como animal de estimação. |
| Bouncer Fluffy Tail       | Bouncer é a entusiasta da Páscoa de Lalaloopsyland. Ela é mais doce que as outras e mais rápida também. Ela adora pular de um lugar para outro e está sempre pronta para uma corrida. Ela foi costurada no dia 20 de julho a partir de um doce de marshmallow e tem um coelho de marshmallow como animal de estimação. |
| Bun Bun Sticky Icing      | Bun Bun é a maior entusiasta de pão de canela de Lalaloopsyland. Ela tem uma grande personalidade que é um verdadeiro deleite. Uma ótima amiga, ela é a garota para se ter por perto quando você está em uma situação complicada. Ela foi costurada no dia 4 de outubro a partir de um pão de canela e tem um caracol de pão de canela como animal de estimação. |
| Boo Scaredy Cat           | Boo é a gata noturna de Lalaloopsyland. Ela adora se esconder nas sombras e depois gritar 'boo!' Às vezes ela muda seu 'boo!' para um 'miau!' para tentar assustar o gatinho dela, o que geralmente não funciona. Ela foi costurada no dia 17 de agosto com uma fantasia de gato e um gato como animal de estimação. |
| Bijou Treasure Trove      | Bijou é uma residente muito sábia e superinteligente, mas ela está sempre ansiosa para aprender mais. Seus amigos fazem fila apenas para pedir conselhos sobre assuntos realmente importantes, como que tipo de doce devem comer. Ela foi costurada no dia 1 de setembro com uma safira e tem um poodle como animal de estimação. |
| Bubbles Smack 'N' Pop     | Bubbles é uma residente de Lalaloopsyland. Ela foi costurada com um chiclete e tem um ursinho de chiclete como animal de estimação. |
| Candy Broomsticks         | Candy é uma bruxa residente de Lalaloopsyland. Ela é uma criadora de travessuras que adora lançar feitiços e misturar poções mágicas. Ela tenta ser malvada, mas não consegue evitar ser legal. Ela foi costurada no dia 4 de novembro a partir de um chapéu de uma bruxa e tem um gato preto como animal de estimação. |
| Cotton Hoppalong          | Cotton é a residente mais animada de Lalaloopsyland. Ela é um feixe de energia que está sempre pulando e criando ideias malucas. Ela foi costurada no dia 21 de março a partir de uma pantufa de coelho e tem uma galinha como animal de estimação. |
| Cake Dunk 'N' Crumble     | Cake é o maior entusiasta de rosquinhas de Lalaloopsyland. Ela é descontraída e tem uma personalidade completa. Ela é uma pessoa matinal que gosta de acordar com o sol e acha que tudo fica melhor mergulhado em chocolate quente. Ela foi costurada no dia 8 de junho a partir de uma rosquinha e tem um urso como animal de estimação. |
| Candle Slice O' Cake      | Candle é a irmã mais velha de Wishes Slice O' Cake. Ela é a maior entusiasta de festas de aniversário de Lalaloopsyland. Ela adora fazer festas surpresa de aniversário para todos, inclusive para ela mesma. Ela foi feita no seu aniversário a partir de um pedaço de bolo de aniversário e tem um pug como animal de estimação. |
| Clarity Glitter Glaze     | Clarity tem a capacidade de ver o futuro próximo. Ela sempre sabe exatamente o que seus amigos estão pensando, mas gosta de manter isso em segredo para poder surpreendê-los ao terminar suas frases. Ela foi costurada no dia 1 de maio com uma esmeralda e tem um unicórnio como animal de estimação. |
| Charlotte Charades        | Charlotte é a irmã mais velha de Sherri Charades. Ela é a própria mímica de Lalaloopsyland. Ela pode ficar calada, mas com certeza tem muito a dizer quando usa gestos e mímicas. Ela adora se apresentar e passear com seu cachorro "invisível". Charlotte gosta das cores preto e branco, mas sua cor preferida é transparente. Ela foi feita no dia 14 de abril com luvas de mímico e tem um cachorro invisível como animal de estimação.                                                                            |
| Charms Seven Carat        | Charms não nasceu na realeza, mas ela gosta de fingir que sim. Ela é muito boa em fazer reverências reais e passa o tempo polindo suas majestosas tiaras e brincos. Seu nome é baseado em sua personalidade encantadora, bem como nas joias de ouro de sete quilates que ela usa. Ela foi costurada no dia 1 de fevereiro com uma ametista e tem uma borboleta como animal de estimação. |
| Curls 'N' Locks           | Curls é a residente mais particular e exigente de Lalaloopsyland. Ela é superexigente e sempre quer o que as outras pessoas têm. Ela tem lindos cabelos dourados e sua comida favorita é mingau. Ela foi costurada no dia 29 de outubro a partir do vestido da Cachinhos Dourados e tem três ursinhos de goma como animais de estimação. |
| Cherie Prim 'N' Proper    | Cherie é a entusiasta de cães de Lalaloopsyland. Ela adora passear no parque e manter o cabelo perfeitamente penteado. Ela foi costurada no dia 22 de fevereiro com uma saia poodle. |
| Cherry Crisp Crust        | Cherry é a maior entusiasta de tortas de cereja de Lalaloopsyland. Ela é calorosa e reconfortante e sabe como fazer seus amigos se sentirem melhor porque pensa que a vida é uma tigela de cerejas. Ela foi costurada no dia 20 de fevereiro a partir de uma torta de cereja e tem um melro como animal de estimação. |
| Choco Whirl Swirl         | Choco tem a maior dupla personalidade de toda Lalaloopsyland. Ela tem dois lados, um doce e outro travesso. Mesmo que ela possa ser um pouco mal-humorada, todo mundo adora tê-la por perto. Ela foi costurada no dia 26 de novembro a partir de um pedaço de bolo de chocolate e tem um porquinho-da-índia como animal de estimação. |
| Cinder Slippers           | Cinder é a irmã mais velha de Ribbon Slippers. Ela é a princesa dos contos de fadas de Lalaloopsyland. Ela é uma garota ocupada, que sempre faz suas tarefas. Seus sapatos favoritos são chinelos de cristal, mas ela sempre os perde. Ela foi costurada no dia 5 de setembro com o vestido da Cinderela e tem um rato como animal de estimação. |
| Cloud E. Sky              | Cloud E. é irmã gêmea de Storm E. Sky e irmã de Breeze E. Sky e Rain E. Sky. Ela é o anjo residente mais gentil e alegre de Lalaloopsyland. Ela é feminina, risonha e de fala mansa. Ela adora sonhar acordada e é tão leve e arejada que mal faz barulho. Ela foi costurada em 22 de agosto a partir de pedaços de uma nuvem e tem um poodle como animal de estimação. |
| Confetti Carnivale        | Confetti é a irmã mais velha dos Streamers Carnivale. Ela é a melhor festeira de toda a Lalaloopsyland. Ela adora dar festas chiques e quase sempre fica acordada até depois da hora de dormir. Quando ela se sente travessa, às vezes disfarça sua identidade, mas seus amigos sempre sabem quem ela realmente é. Ela foi costurada no dia 21 de setembro com um vestido de baile de máscaras e tem um gato como animal de estimação.                                                                                  |
| Coral Sea Shells          | Coral é super imaginativa e adora fingir que é uma sereia de verdade. Ela gostaria de poder ser uma às vezes. Seus hobbies favoritos são nadar com os peixes e comer salada de algas. Ela foi costurada no dia 22 de março com um maiô de nadador e tem um baiacu como animal de estimação. |
| Crumbs Sugar Cookie       | Crumbs é a irmã mais velha de Sprinkle Spice Cookie. Ela é a melhor confeiteira de Lalaloopsyland. Ela adora começar o dia preparando todas as suas guloseimas favoritas. Todos os seus amigos adoram ir até ela para comer seus deliciosos doces assados. Ela descobre que a maioria dos problemas pode ser resolvida colocando algo rapidamente no forno. Ela foi costurada no dia 4 de dezembro com um avental de padeiro e tem um rato como animal de estimação.                                                    |
| Crumpet Hearts            | Crumpet é a irmã mais velha de Teacup Hearts. Ela é calorosa e amigável como uma boa xícara de chá e adora organizar festas de chá. De um bule de chá adequado ao bolinho perfeito, entreter é o que esta princesa faz de melhor. Ela foi costurada no dia 10 de agosto em uma aconchegante chá real e tem um terrier como animal de estimação. |
| Dot Starlight             | Dot é a irmã mais velha do Cometa Starlight. Ela é a observadora de estrelas mais profunda da Lalaloopsyland. Dot é uma sonhadora que sempre tem a cabeça nas nuvens, distraída pelos muitos pensamentos, ideias e belas paisagens maravilhosas que a cercam. Ela foi costurada em 20 de julho a partir de um traje espacial de astronauta e tem um pássaro como animal de estimação. |
| Dotty Gale Winds          | Dotty é a sonhadora mais apaixonada de Lalaloopsyland. Ela sonha com lugares distantes, embora sinta saudades de casa facilmente. Ela adora dias de vento e longas caminhadas em estradas de tijolos amarelos. Ela foi costurada no dia 29 de janeiro com o vestido de Dorothy Gale e tem um cachorro como animal de estimação. |
| Dyna Might                | Dyna é a irmã mais velha de Tiny Might. Ela é a maior heroína que Lalaloopsyland já conheceu. Ela é uma destemida estrela de ação que adora usar disfarces, correr em super velocidade e salvar o dia com seus óculos rosa. Ela foi costurada em 28 de abril com uma capa de super-herói e tem um guaxinim como animal de estimação. |
| Dollop Light 'N' Fluffy   | Dollop é o residente mais gentil e suave de Lalaloopsyland. Ela é leve e fresca e adora sorrir. Ela é super sensível e quando pensa que alguém está sendo mau ela desmorona. Ela foi costurada no dia 15 de agosto com pedaços de biscoito de merengue e tem poodle como animal de estimação. |
| Dazzle 'N' Gleam          | Dazzle é residente muito fofa. Mesmo tendo mais amigos do que consegue contar, ela adora amar cada um deles. Seu hobby é colecionar qualquer coisa em formato de coração. Ela foi costurada no dia 1 de julho com um rubi e tem um cisne como animal de estimação. |
| Darling Brightside        | Darling é a mais ávida entusiasta de libélulas de Lalaloopsyland. Ela está sempre saindo para visitar seus amigos e animá-los. Quando ela está fazendo uma pausa na divulgação de alegria, ela adora nada mais do que aproveitar o sol quente. Ela foi costurada no dia 17 de fevereiro a partir de óculos de aviador e tem uma libélula como animal de estimação. |
| Ember Flicker Flame       | Ember é a irmã mais velha de Red Fiery Flame. Ela é a bombeira em ação de Lalaloopsyland. Ela é super corajosa e está sempre lá para salvar o dia. Ela também tem um temperamento explosivo e sua comida favorita é churrasco. Ela foi costurada no dia 4 de maio com uniforme de bombeiro e tem um dálmata como animal de estimação. |
| Fancy Frost 'N' Glaze     | Fancy é possivelmente a residente mais doce e bem-educada de toda a Lalaloopsyland. Ela é uma senhora perfeita, doce e açucarada e boa em fazer amigos. Ela adora decorar, brincar de se fantasiar e elogiar. Ela foi costurada no dia 1 de outubro com um biscoito de açúcar e tem um rato como animal de estimação. |
| Feather Tell-a-Tale       | Feather é a melhor contadora de histórias de Lalaloopsyland. Ela é uma garota da natureza que adora animais. Suas atividades favoritas são trançar cabelos, fazer artesanato e contar histórias. Ela foi costurada no dia 27 de abril com um par de mocassins e tem ursos como animais de estimação. |
| Fluffy Pouncy Paws        | Fluffy é a entusiasta dos gatos de Lalaloopsyland. Ela é uma observadora de pássaros dedicada e adora um bom sanduíche de atum, brincar de pega-pega e tirar uma soneca de gato. Ela foi costurada no dia 4 de junho na coleira de um gato. |
| Fries Curls 'N' Crinkles  | Fries é a maior fã de batatas fritas de Lalaloopsyland. Ela adora dar um mergulho. Ela sempre fica ansiosa pela sexta-feira porque é uma ótima oportunidade para conversar com os amigos. Ela foi costurada no dia 13 de julho a partir de batatas fritas e tem um rato como animal de estimação. |
| Forest Evergreen          | Forest é o melhor lenhador de Lalaloopsyland. Ele é um verdadeiro homem da vida ao ar livre, que adora subir em árvores, pisar com botas e derramar xarope de bordo. Ele foi costurado no dia 26 de setembro com um macacão de lenhador e tem um castor como animal de estimação. |
| Frost I.C. Cone           | Frost é a residente mais gelada de Lalaloopsyland. Ela é super fofa e colorida. Ela adora fazer guloseimas congeladas para os amigos nos dias quentes de verão, só que elas sempre derretem antes que ela possa compartilhá-las. Ela foi feita no dia 22 de setembro a partir de um cone de neve e tem um coelho como animal de estimação. |
| Furry Grrs-a-Lot          | Furry adora pisar e praticar seu Grrrrr bem alto. Mas às vezes ela vê seu reflexo no espelho e se assusta. Ela foi feita no dia 27 de julho com algo peludo e tem um monstro como animal de estimação. |
| Goldie Luxe               | Goldie é a residente mais majestosa de Lalaloopsyland. Ela tem um coração de ouro e adora vestidos elegantes. Tudo o que ela toca vira ouro. Ela foi costurada no dia 5 de fevereiro com fio de ouro e tem um pavão como animal de estimação. |
| Grapevine Stripes         | Grapevine é uma entusiasta do doces de uva em Lalaloopsyland. Ela pode parecer um pouco azeda no começo, mas na verdade é super doce. Ela sempre ficará ao lado dos amigos porque valoriza amizades duradouras. Ela foi costurada no dia 19 de dezembro a partir de um doce de uva e tem um caracol de doce como animal de estimação. |
| Haley Galaxy              | Haley é a extraterrestre de Lalaloopsyland. Ela é uma garota alienígena peculiar que adora fazer desejos. Muitas vezes ela pode ser encontrada fazendo desejos para estrelas cadentes ou coletando pedras lunares brilhantes. Com passos saltitantes e estrelas nos botões, Haley está fora deste mundo. Ela foi costurada em 12 de fevereiro a partir de um objeto brilhante não identificado e tem um alienígena verde como animal de estimação.                                                                      |
| Harmony B. Sharp          | Harmony é a estrela mais talentosa e multitalentosa de Lalaloopsyland. Ela é uma artista natural que adora estar no centro do palco. Ela pode fazer tudo - atuar, dançar e cantar, mesmo que às vezes perca uma ou duas notas. Ela foi costurada no dia 27 de março com um vestido de cantora e tem um gato como animal de estimação. |
| Holly Sleighbells         | Holly é a moradora mais alegre e festiva da Lalaloopsyland. Ela é uma ajudante útil, que adora fazer listas, embrulhar presentes e ser boazinha. Ela foi costurada no dia 1 de dezembro com uma fantasia de elfo de verdade e tem uma rena como animal de estimação. |
| Happy Daisy Crown         | Happy é a melhor jardineira de Lalaloopsyland quando se trata de cultivo de margaridas. Ela adora fazer coroas de flores. Às vezes, ela tem dificuldade em decidir sobre seus amigos, se ela gosta deles ou se gosta muito, muito deles. Ela foi costurada no dia 1 de abril a partir de uma margarida e tem uma lagarta como animal de estimação. |
| Ivory Ice Crystals        | Ivory é a princesa da neve de Lalaloopsyland. Ela é uma garota delicada, que adora andar na ponta dos pés pela neve fresca, decorar seu castelo de gelo e fazer joias sofisticadas com pingentes de gelo, mesmo que derreta quando o sol sai. Ela foi costurada no dia 27 de fevereiro com um vestido de princesa da neve e tem um urso-polar como animal de estimação. |
| Jewel Sparkles            | Jewel é a irmã mais velha de Trinket Sparkles. Ela é a princesa mais graciosa de toda a Lalaloopsyland. Ela é altamente culta nas coisas boas da vida, da arte à dança. Ela possui a maior coleção de tiaras do país e adora ensinar etiqueta e equilíbrio aos amigos. Ela foi costurada no dia 13 de março com um vestido de princesa de verdade e tem um gato persa como animal de estimação. |
| Jelly Wiggle Jiggle       | Jelly é a residente mais agitada de Lalaloopsyland. Ela é uma jitterbug que tem dificuldade em ficar parada. Ela também é super boba e, quando começa a rir, nunca mais consegue parar. Ela foi costurada no dia 12 de julho a partir de uma gelatina de limão e tem uma tartaruga de gelatina como animal de estimação. |
| June Seashore             | June é a garota da praia de Lalaloopsyland. Ela fica mais feliz em dias quentes e ensolarados e odeia ficar dentro de casa. Ela adora pegar areia, ficar descalça e espirrar. Ela foi costurada no dia 27 de maio com boias e tem um caranguejo como animal de estimação. |
| Kat Jungle Roar           | Kat é a irmã mais velha de Whiskers Lion's Roar. Ela é a exploradora mais dedicada de Lalaloopsyland e amiga de todos os animais. Ela é uma caçadora de aventuras que adora descobrir novos lugares. Ela adora usar binóculos, se esconder em arbustos e se esgueirar pelas coisas. Ela foi costurada no dia 4 de setembro com uma roupa de safari e tem um leão como animal de estimação. |
| Keys Sharps 'N' Flats     | Keys é uma residente de Lalaloopsyland. Ela foi costurada com teclas de piano e tem um sapo como animal de estimação. |
| Kitty B. Brave            | Kitty é a residente mais corajosa de toda Lalaloopsyland. Ela não tem medo de nada. Ela adora se esgueirar por trás de você e dizer "Boo!". Ela vem da realeza, mas isso não a impede de rolar na grama alta. Ela foi costurada no dia 8 de outubro a partir de uma fantasia de leão e tem um rato como animal de estimação. |
| Lady Stillwaiting         | Lady Stillwaiting é possivelmente a senhora mais bela e a residente mais culta de toda a Lalaloopsyland. Ela é uma romântica que adora cantar, ler poesia e acenar da varanda, mesmo que não haja ninguém lá. Ela foi costurada no dia 26 de fevereiro com um vestido de donzela e tem um unicórnio como animal de estimação. |
| Laguna Sea Splash         | Laguna é a moradora mais chamativa de Lalaloopsyland e adora fazer bolhas no oceano. Ela foi costurada no dia 8 de junho a partir de uma onda brilhante e tem um polvo como animal de estimação. |
| Lucky Lil' Bug            | Lucky é a mais ávida entusiasta de insetos de Lalaloopsyland. Ela é charmosa e divertida e adora ir de um lugar para outro. Nas horas vagas, ela gosta de pegar borboletas. Ela foi costurada no dia 30 de março a partir de uma fantasia de joaninha e tem um vaga-lume como animal de estimação. |
| Little Bah Peep           | Little Bah Peep é a irmã mais velha de Bow Bah Peep. Ela é a pastora da Lalaloopsyland. Ela ama os animais mais do que tudo e adora brincar de seguir o líder com eles. No entanto, ela é muito esquecida, por isso tem dificuldade em lembrar onde colocou algo ou em encontrar coisas em geral. Sempre que ela perde alguma coisa ela fica muito chateada. Ela foi costurada no dia 20 de fevereiro com o gorro de Little Bo Peep e tem uma ovelha como animal de estimação.                                          |
| Mango Tiki Wiki           | Mango é a irmã mais velha de Kiwi Tiki Wiki. Ela é a dançarina de hula de Lalaloopsyland. Ela é uma garota de uma ilha tropical que tem uma personalidade que brilha mais que o sol. Ela é uma garota alegre e otimista, que adora ouvir a música da ilha e tocar seu ukulele. Mango pode ser encontrada brincando ao ar livre ou apenas aproveitando o clima enquanto pratica sua dança hula. Ela foi costurada no dia 2 de maio com uma saia de grama de dançarina e tem um pássaro abacaxi como animal de estimação. |
| Mari Golden Petals        | Mari é a irmã mais velha de Posy Golden Petals. Ela é uma entusiasta de calêndulas em Lalaloopsyland. Ela é uma garota sempre feliz e adora o toque dos raios de sol dourados em seu rosto. Nada a encanta mais do que o doce cheiro das flores. Ela foi costurada no dia 1 de outubro com uma flor de calêndula e tem uma joaninha como animal de estimação. |
| Marina Anchors            | Marina é a irmã mais velha de Matey Anchors. Ela é a marinheira mais arrumada e organizada de toda a Lalaloopsyland. Ela é super arrumada e sempre mantém tudo em ordem. Ela também adora o oceano, embora não saiba nadar. Ela foi costurada no dia 8 de junho com um uniforme de marinheiro e tem uma baleia como animal de estimação. |
| May Little Spring         | May é uma das maiores entusiastas da caça aos ovos de Lalaloopsyland. Ela adora jogar e sua atividade favorita é esconder ovos. Às vezes ela os esconde tão bem que eles não podem ser encontrados. Ela foi costurada no dia 1 de maio a partir de uma cesta de ovos de páscoa e tem uma borboleta como animal de estimação. |
| Mint E. Stripes           | Mint E. é a entusiasta residente de doces de Lalaloopsyland e adora doces por qualquer coisa com menta. Ela é uma lufada de ar fresco que adora girar em círculos muito, muito rápido até cair de tanto rir. Ela foi costurada no dia 26 de dezembro a partir de uma embalagem de bala e tem um cachorro de hortelã como animal de estimação. |
| Misty Mysterious          | Misty é a irmã mais velha de Tricky Mysterious. Ela é a executora de truques mais mágica e mística de toda a Lalaloopsyland. Ela adora segredos e surpresas e sempre tem algo na manga. Ela foi costurada no dia 24 de março com uma capa de mágico e tem um coelho como animal de estimação. |
| Mittens Fluff 'N' Stuff   | Mittens é a irmã mais velha de Bundles Snuggle Stuff. Ela é a maior entusiasta de todas as coisas nevadas em Lalaloopsyland. Ela adora chocolate quente, brigas de neve e aconchegar-se perto do fogo. Ela foi costurada no dia 21 de dezembro com um cachecol aconchegante e tem um urso-polar como animal de estimação. |
| Mona Arch Wings           | Mona é uma entusiasta de borboletas em Lalaloopsyland. Ela é uma verdadeira borboleta social que nem sempre tem tempo para parar e cheirar as rosas. Quando está em trânsito, ela se mantém hidratada com sua bebida preferida: suco de néctar lilás. Ela foi costurada no dia 23 de agosto a partir de uma fantasia de borboleta e tem uma lagarta como animal de estimação. |
| Noelle Northpole          | Noelle é uma amante do feriado de Natal. Ela tem uma risada alta e alegre que faz todo mundo querer rir junto com ela. Às vezes ela ri tão alto que sacode a neve das árvores. Ela foi costurada no dia 12 de dezembro a partir do terno do Papai Noel e tem uma coruja como animal de estimação. |
| Ocean Seabreeze           | Ocean é uma amante do oceano e também uma das muitas sereias "fingitivas" de Lalaloopsyland. Seu hobbie favorito é nadar. Ela adora prender a respiração e nadar bem fundo porque é onde estão as conchas mais brilhantes. Ela foi costurada no dia 8 de janeiro a partir de uma concha do mar e tem uma água-viva como animal de estimação. |
| Patch Treasurechest       | Patch é o maior colecionador de tesouros de toda a Lalaloopsyland. Ele é um desorganizador, que adora colecionar coisas brilhantes. Ele também gosta de viajar, mas tem dificuldade em seguir mapas. Ele foi costurado em 19 de setembro com uma bandeira de pirata de verdade e tem um papagaio como animal de estimação. |
| Peanut Big Top            | Peanut é a irmã mais velha de Squirt Lil Top. Ela é a maior apresentadora e artista circense de toda Lalaloopsyland. Ela é uma brincalhona boba que muitas vezes passa o tempo praticando novos truques ou atuando em um show. Ela pode ser um pouco desajeitada às vezes, o que pode confundi-la, mas geralmente ela sai vitoriosa no final. Ela foi costurada no dia 1 de abril com uma fantasia de palhaço e tem um elefante como animal de estimação.                                                               |
| Pearly Seafoam            | Pearly é uma amante do mar e também uma das muitas sereias "fingitivas" de Lalaloopsy Land. Sua coisa favorita a fazer é procurar pérolas marinhas coloridas para fazer colares para suas amigas. Sempre que ela tem a sorte de encontrar uma pérola, ela a esconde em um lugar secreto. Ela foi costurada no dia 6 de maio com uma pérola e tem um polvo como animal de estimação. |
| Pumpkin Candle Light      | Pumpkin é a melhor colecionadora de doces de toda a Lalaloopsyland. Suas coisas favoritas para comer são batata doce e qualquer coisa que seja laranja. Ela foi costurada no dia 26 de outubro a partir de um doce de abóbora e tem uma aranha como animal de estimação. |
| Plum Flitter Flutter      | Plum é uma ávida entusiasta de borboletas de Lalaloopsyland. Ela vê a beleza em todos, por dentro e por fora, então não é surpresa que ela fique entusiasmada com reformas. Seus amigos sempre a procuram quando precisam de uma transformação completa. Ela foi costurada no dia 26 de junho a partir de uma pipa de borboleta e tem uma lagarta como animal de estimação. |
| Peggy Seven Seas          | Peggy é uma das maiores piratas amantes de tesouros da Lalaloopsyland. Ela gosta de navegar em seu navio para lugares novos e emocionantes e adora colocar mensagens secretas em uma garrafa que joga no mar. Ela foi costurada no dia 20 de setembro na vela de um navio e tem um papagaio como animal de estimação. |
| Penny Dots 'N' Blots      | Penny é a residente mais artística de Lalaloopsyland, ela está sempre cheia de energia e inspirada para nunca parar de fazer arte. Ela foi costurada no dia 15 de abril com um avental de pintor e tem uma chita como animal de estimação. |
| Pepper Pots 'N' Pans      | Pepper é sem dúvida a melhor chef de cozinha de toda Lalaloopsyland. Ela adora cozinhar e suas especialidades são sopa de queijo e sanduíches de cenoura, mas não gosta de lavar louça. Ela foi costurada no dia 17 de junho com uma luva de forno de chef e tem um porco como animal de estimação. |
| Peppy Pom Poms            | Peppy é a residente mais animado, espirituoso e enérgica de toda a Lalaloopsyland. Ela é uma jogadora de equipe otimista que sempre torce pelos amigos. Ela não consegue pular muito alto, mas é ótima em gritar muito alto. Ela foi costurada no dia 9 de setembro com um uniforme de líder de torcida e tem um cachorro como animal de estimação. |
| Pizza Cutie Pie           | Pizza é a melhor pizzaiola de toda a Lalaloopsyland. Ela sonha em administrar um restaurante. Ela quer ganhar um pouco de dinheiro e usá-lo para fazer outras pessoas felizes. Ela foi costurada no dia 9 de fevereiro a partir de uma fatia de pizza e tem um urso como animal de estimação. |
| Pete R. Canfly            | Pete é o verdadeiro jovem de Lalaloopsyland. Ele é um menino brincalhão e travesso e se recusa a crescer. Ele também gosta de fingir que pode voar. Ele foi costurado no dia 12 de agosto a partir da roupa do Peter Pan e tem um crocodilo de brinquedo como animal de estimação. |
| Patty Burgers 'N' Buns    | Patty é a maior entusiasta de hambúrgueres de toda a Lalaloopsyland. Sempre que ela fica em apuros, ela usa sua tolice para virar o problema para o lado dela. Ela simplesmente não consegue parar porque está sempre animada. Ela foi costurada no dia 18 de setembro a partir de um pão de hambúrguer e tem um pug de hambúrguer como animal de estimação. |
| Pickles B.L.T.            | Pickles é a garçonete mais ocupada de Lalaloopsyland. Ela fala rápido e não tem tempo de sobra. Ela adora mascar chiclete, chamar todo mundo de "açúcar" e carregar muitos pratos de uma vez, mesmo que às vezes os deixe cair. Ela foi costurada no dia 21 de maio com uniforme de garçonete e tem um cachorro-quente como animal de estimação. |
| Pillow Featherbed         | Pillow é a irmã mais velha de Blanket Featherbed. Ela é a residente mais sonolenta de Lalaloopsyland. Seja de manhã ou à noite, ela consegue acabar enrolada e dormindo profundamente. Ela foi costurada no dia 3 de janeiro a partir de um cobertor de bebê e tem uma ovelha como animal de estimação. |
| Pix E. Flutters           | Pix E. é a irmã mais velha de Twinkle N. Flutters. Ela é uma sonhadora que sempre vê o lado bom. Ela adora glitter e muitas vezes pode ser encontrada cercada por ele ou colocando-o em coisas. Ela também é muito fácil de encontrar quando se brinca de esconde-esconde por causa disso. Ela foi costurada no dia 24 de junho com um vestido de fada de verdade e tem um vaga-lume como animal de estimação. |
| Piña Tropi-Callie         | Piña é a entusiasta do abacaxi de toda a Lalaloopsyland. Ela adora sair de férias, e ao viajar para todos os tipos de lugares divertidos, ela adora conhecer novas pessoas e depois fazê-las sorrir com uma cara engraçada ou uma dança maluca. Ela foi costurada no dia 20 de abril a partir de uma fatia de abacaxi e tem um pássaro de abacaxi como animal de estimação. |
| Prince Handsome           | Prince é o garoto mais suave e charmoso de toda a Lalaloopsyland. Ele é um cavalheiro perfeito, com um belo sorriso, um lindo castelo e roupas elegantes. Ele tem excelentes maneiras, embora às vezes se esqueça de usá-las. Ele foi costurado no dia 20 de março com roupas de um príncipe encantado real e tem um rato como animal de estimação. |
| Prairie Dusty Trails      | Prairie é a irmã mais velha de Trouble Dusty Trails. Ela é a antiga xerife do oeste de Lalaloopsyland. Ela é uma fanfarrão turbulenta que adora girar a corda e fazer muito barulho. Ela está sempre pronta para se divertir e está sempre preparada para qualquer coisa! Prairie gosta de dançar quadrilha, fazer truques com corda e cavalgar até o pôr do sol. Ela foi costurada no dia 13 de agosto com um colete de cowgirl e tem um cacto como animal de estimação.                                               |
| Queenie Red Heart         | Queenie adora convidar os amigos para um jogo real de croquet, mas também gosta de jogar Paciência. Sua alteza costuma ser um amor, mas às vezes ela perde a paciência e também a cabeça. Ela foi costurada no dia 28 de setembro a partir de um baralho de cartas e tem um flamingo como animal de estimação. |
| Rosebud Longstem          | Rosebud é a melhor jardineira de Lalaloopsyland quando se trata de cultivo de rosas. Ela gosta de ficar bonita. Ela sempre reserva um minuto para verificar seu cabelo e ter certeza de que cheira a rosa. Ela floresceu em 1 de janeiro a partir de uma rosa e tem uma borboleta como animal de estimação. |
| Rosy Bumps 'N' Bruises    | Rosy é a irmã mais velha de Stumbles Bumps 'N' Bruises. Ela é a enfermeira em movimento de Lalaloopsyland. Ela é super cuidadosa e sempre coloca a segurança em primeiro lugar. Ela adora suco de laranja e colocar curativos. Ela foi costurada no dia 12 de maio com um uniforme de enfermeira e tem um urso como animal de estimação. |
| Royal T. Honey Stripes    | Royal T. é um entusiasta das abelhas melíferas de Lalaloopsyland. Ela sempre tem muitos amigos por perto. Ela pode ser um pouco mandona às vezes, mas ainda é a abelha rainha de sua colmeia. Ela foi costurada no dia 10 de julho com um favo de mel. |
| Sahara Mirage             | Sahara é a irmã mais velha de Pita Mirage. Ela é uma das residentes mais generosas de Lalaloopsyland. Ela é uma verdadeira encantadora que tem medo do escuro e sempre aparece quando menos se espera. Ela foi costurada no dia 13 de janeiro com um véu de gênio de verdade e tem um camelo como animal de estimação. |
| Sand E. Starfish          | Sand E. é possivelmente a sereia mais tímida de Lalaloopsyland. Ela adora se esconder em qualquer lugar e embora tenha a fala mansa, ainda adora cantar músicas, mesmo que não rimem. Ela tem uma coleção de conchas, mas, diferentemente de Coral, não gosta de terra firme. Ela foi costurada dia 24 de junho com uma fita de cabelo de sereia e tem um baiacu como animal de estimação. |
| Scarlet Riding Hood       | Scarlet é a irmã mais velha de Cape Riding Hood. Ela é a aventureira mais arborizada de Lalaloopsyland. Ela é uma boa garota que sempre cuida dos outros. Ela adora usar vermelho, fazer novos amigos e fazer piqueniques na floresta. Ela foi costurada em 18 de maio com a capa de Chapeuzinho Vermelho e tem um lobo como animal de estimação. |
| Scoops Waffle Cone        | Scoops é uma residente de Lalaloopsyland. Ela foi costurada a partir de uma tigela de sorvete napolitano e tem um gato sorvete como animal de estimação. |
| Sweater Snowstorm         | Sweater é uma das muitas amantes da neve de Lalaloopsyland. Ela é super tímida e quieta e às vezes dorme meses seguidos. Ela adora sopa quente, bochechas rosadas e praticar arrepios. Ela foi costurada no dia 30 de novembro a partir de um suéter de inverno e tem um pinguim como animal de estimação. |
| Surprise Party Curl       | Surprise é a planejadora de festas de Lalaloopsyland. |
| Scraps Stitched 'N' Sewn  | Scraps é a Frankenstein mais assustadora de Lalaloopsyland. Ela é uma garota super tímida e não muito bem organizada. Não é muito faladora, não gosta de multidões, mas adora fazer novos amigos. Ela foi costurada no dia 30 de agosto com restos e um raio e tem um laboratório como animal de estimação. |
| Sir Battlescarred         | Sir é o cavaleiro cavalheiresco de Lalaloopsyland. Ele é um herói destemido que adora tiro com arco, lutar com espadas e invadir o castelo, mas sempre faz as pazes na hora do almoço. Ele foi costurado em 29 de maio com uma armadura de cavaleiro e tem um dragão como animal de estimação. |
| Smile E. Wishes           | Smile é a irmã mais velha de Dream E. Wishes. Ela é a residente mais alegre e generosa de Lalaloopsyland. Ela surpreende as amigas deixando presentes debaixo dos travesseiros e sempre deixa um rastro de glitter por onde passa. Ela foi costurada no dia 28 de fevereiro com um vestido de fada dos dentes e tem um rato como animal de estimação. |
| Seed Sunburst             | Seed é a fada do jardim da própria Lalaloopsyland. Sua energia está sempre em plena floração e ela adora alegrar o dia de todos com alegria. Sua bebida favorita são gotas de orvalho. Ela foi costurada no dia 12 de março a partir de uma semente de lírio e tem uma libélula como animal de estimação. |
| Snowy Fairest             | Snowy é a irmã mais velha de Beauty Fairest. Ela é a garota mais bela de toda a Lalaloopsyland. Ela é uma garota amigável que é muito boa em manter a casa em bom estado. Suas coisas favoritas são maçãs vermelhas e são as mais bonitas de todas. Ela foi costurada no dia 1 de dezembro com o vestido da Branca de Neve e tem um esquilo como animal de estimação. |
| Spot Splatter Splash      | Spot é a irmã mais velha de Scribbles Splash. Ela é a residente mais artística de Lalaloopsyland. Ela é uma virtuose com pincel e paleta e nunca hesita em se expressar através de sua arte. Embora um pouco estranha em comparação com seus amigos, ela nunca deixa de fazer seus amigos sorrirem com suas obras-primas bobas. Ela foi costurada no dia 25 de outubro com um macacão de pintor e tem uma zebra como animal de estimação.                                                                               |
| Squiggles N' Shapes       | Squiggles é uma espécie de lousa em branco, mas quando ela tem uma ideia, mal pode esperar para começar a colorir, só que ela não consegue colorir dentro das linhas. Ela foi costurada no dia 31 de janeiro com um pedaço de argila e tem uma borboleta como animal de estimação. |
| Star Magic Spells         | Star é uma lançadora de feitiços de Lalaloopsyland. Ela adora lançar feitiços mágicos. Às vezes ela balança a varinha para seu dragão de estimação, transformando-o em um sapo. Ela foi costurada em 20 de julho com um chapéu de mago e tem um dragão como animal de estimação. |
| String Pick 'N' Strum     | String é uma residente de Lalaloopsyland. Ela foi costurada com uma palheta de violão e tem um gato como animal de estimação. |
| Storm E. Sky              | Storm E. é a irmã gêmea de Cloud E. Sky e irmã de Breeze E. Sky e Rain E. Sky. Ela é uma estrela do rock rebelde. Às vezes ela pode ser mal interpretada por causa de sua atitude tempestuosa. Ela foi costurada no dia 29 de julho com pedaços de uma nuvem de chuva e tem um gato como animal de estimação. |
| Sugar Fruit Drops         | Sugar é uma residente de Lalaloopsyland e irmã mais velha de Giggly Fruit Drops. Ela foi costurada com um chiclete e tem um rato de chiclete como animal de estimação. |
| Sunny Side Up             | Sunny é a irmã gêmea de Berry Jars 'N' Jam. Ela é a agricultora que mais trabalha em toda a Lalaloopsyland. Ela adora acordar de madrugada, cuidar dos animais e tomar cafés da manhã enormes. Ela foi costurada no dia 12 de outubro com roupas de fazendeiro e tem um pintinho como animal de estimação. |
| Suzette La Sweet          | Suzette é a irmã mais velha de Mimi La Sweet. Ela é a primeira dama do lazer de Lalaloopsyland. Ela é regiamente mimada e perfeitamente preparada. Seus hobbies favoritos são relaxar, comer doces sofisticados e passear no jardim. Ela foi costurada no dia 9 de dezembro com um vestido de duquesa de verdade e tem um cachorro como animal de estimação. |
| Sweetie Candy Ribbon      | Sweetie é a irmã mais velha de Lolly Candy Ribbon. Ela adora doces e seu doce favorito é caramelo com sabor de frutas. Ela adora esticá-lo longo e fino para que todos os seus amigos possam comer um pedaço. Ela adora brincar com seu cachorro de estimação. Ela foi costurada no dia 23 de maio com um pedaço de caramelo e tem um cachorro de caramelo como animal de estimação. |
| Sprouts Sunshine          | Sprouts é uma das maiores entusiastas de caça aos ovos de Lalaloopsyland. Ela é brilhante e alegre e adora todas as cores do arco-íris. Ela gosta de pintar ovos, comer chocolate e brincar de esconde-esconde. Ela foi costurada no dia 3 de junho a partir de uma cesta de flores e tem um coelho como animal de estimação. |
| Swirly Figure Eight       | Swirly é a irmã mais velha de Twirly Figure Eight. Ela é a patinadora no gelo mais avançada e talentosa de Lalaloopsyland. Ela é uma vencedora que acha que a prática leva à perfeição. Esta princesa do gelo adora glitter e girar, mesmo que isso a deixe muito tonta. Ela foi costurada dia 20 de janeiro com uma fantasia de patinadora no gelo e tem um pinguim como animal de estimação. |
| Sticks Boom Crash         | Sticks é a baterista do Lalaloopsyland. Ela sempre caminha ao ritmo de seu próprio tambor. Ela adora estar em uma banda com os amigos, mas, às vezes, prefere tocar sozinha. Ela foi costurada no dia 10 de outubro a partir de baquetas e tem uma tartaruga como animal de estimação. |
| Teddy Honey Pots          | Teddy é um ursinho de pelúcia...literalmente. Ela é frequentemente descrita como calorosa e fofa e adora ser abraçada. Quando chega o inverno, Teddy costuma ser encontrado dormindo até a primavera. Ela foi costurada em 10 de julho a partir de um ursinho de pelúcia e tem uma abelha como animal de estimação. |
| Tippy Tumblelina          | Tippy é a irmã mais velha de Twisty Tumblelina. Ela é a bailarina mais talentosa de toda Lalaloopsyland. Ela é uma garota feminina, que adora estar no palco, mesmo que caia de vez em quando. Ela é extremamente graciosa e adora dar recitais para todos os seus amigos. Ela foi costurada em 2 de fevereiro com um tutu de bailarina e tem um cisne como animal de estimação. |
| Toasty Sweet Fluff        | Toasty é a irmã mais velha de Mallow Sweet Fluff. Ela é a residente mais fofa de toda a Lalaloopsyland. Ela é uma garota alegre que sempre tem passos saltitantes. Ela adora vestidos fofos, bichinhos e grandes abraços fofos. Ela foi costurada em 10 de agosto com um marshmallow fresco e tem um coelho de marshmallow como animal de estimação. |
| Tuffet Miss Muffet        | Tuffet é a única ávida entusiasta de aranhas em toda Lalaloopsyland. Ela começa todas as manhãs com um café da manhã saudável e não gosta de ser incomodada enquanto come. Ela adora aranhas, mas tem medo de quase todo o resto. Ela foi costurada no dia 14 de março a partir do avental da Little Miss Muffet e tem uma aranha como animal de estimação. |
| Toffee Cocoa Cuddles      | Toffee é uma entusiasta de chocolate da Lalaloopsyland. Ela é uma querida que adora dar abraços e os dá com frequência. Ela pode derreter o coração de praticamente qualquer pessoa, mesmo das pessoas mais difíceis ou hostis. Ela foi costurada em 11 de junho em uma caixa de chocolate e tem um cachorro de chocolate como animal de estimação. |
| Tangerine Citrus Zest     | Tangerine é a maior entusiasta de laranjas da Lalaloopsyland. Ela acorda no momento em que o sol nasce e dorme quando ele se põe. Ela raramente está dentro de casa, adorando passar o tempo ao sol, subindo em árvores ou fazendo buquês de flores. Ela foi costurada no dia 27 de junho a partir de uma casca de laranja e tem um urso de laranja como animal de estimação. |
| Trace E. Doodles          | Trace adora desenhar e pintar, mas às vezes sua imaginação enlouquece e ela desenha um pássaro gigante que você pode montar ou um rio saindo de uma banheira. Ela foi costurada no dia 7 de junho a partir de um desenho de lousa e tem uma zebra como animal de estimação. |
| Tress Twist 'N' Braid     | Tress é uma residente de Lalaloopsyland. Ela foi costurada com pedaços de argila. |
| Tart Berry Basket         | Tart é a maior entusiasta de morangos de Lalaloopsyland. Ela é super doce e às vezes um pouco azeda. Ela adora campos verdes em um dia quente de verão e qualquer coisa mergulhada em chocolate faz parte de sua lista de sobremesas favoritas. Ela foi costurada no dia 15 de janeiro a partir de morangos e tem um coelho como animal de estimação. |
| Tinny Ticker              | Tinny é a residente mais fantástica de Lalaloopsyland. Ela não tem medo de expressar seus sentimentos. Ela gosta de assar biscoitos em formato de coração e embrulhá-los em papel alumínio. Ela adora brincar ao ar livre, mas não gosta de ser pega pela chuva. Ela foi costurada no dia 19 de janeiro a partir de um pedaço de lata e tem um macaco de lata como animal de estimação. |
| Twist E. Twirls           | Twist é a residente mais sinistra de Lalaloopsyland. Ela é uma especialista em pular corda, que permanece flexível esticando, torcendo e dobrando. Ela é super doce, mas pode quebrar quando é puxada em muitas direções. Ela foi costurada no dia 12 de abril a partir de alcaçuz e tem uma borboleta de alcaçuz como animal de estimação. |
| Velvet B. Mine            | Velvet é uma das maiores queridinhas de Lalaloopsyland. Ela adora reunir os amigos com cartões e doces. Sua guloseima favorita é leite com chocolate, especialmente quando ela consegue sorvê-lo bem alto por um canudo. Ela foi costurada no dia 4 de agosto a partir de um bolo e tem dois ursos como animais de estimação. |
| Valentina Hugs 'N' Kisses | Valentina é uma entusiasta do dia dos namorados de toda a Lalaloopsyland. Ela adora doces e é sempre uma delícia estar por perto, mas ela vai desmoronar se esquecer de dar um cartão de dia dos namorados aos amigos. Suas coisas favoritas são cartões, perfumes, flores e qualquer coisa doce. Ela foi costurada no dia 14 de fevereiro a partir de um bolo de dia dos namorados e tem um rato como animal de estimação.                                                                                             |
| Water Mellie Seeds        | Water é uma residente de Lalaloopsyland. Ela foi costurada com sementes de melancia e tem um urso de melancia como animal de estimação. |
| Whimsy Sugar Puff         | Whimsy é uma residente de Lalaloopsyland. Ela foi costurada com algodão-doce e tem uma ovelha de algodão doce como animal de estimação. |
| Whirly Stretchy Locks     | Whirly é a residente mais elástica de Lalaloopsyland. Ela é super criativa e adora se expressar com seu estilo doce. Uma de suas coisas favoritas é esticar o cabelo o máximo que puder e depois enrolá-lo, torcê-lo ou enrolá-lo em um estilo totalmente novo. Ela foi costurada no dia 20 de julho com doces e tem um macaco como animal de estimação. |
| Whistle Kick 'N' Score    | Whistle é a jogadora de futebol de Lalaloopsyland. Ela é uma jogadora de equipe que sempre dá o seu melhor. Ela garante que todos se divirtam em campo, não importa quem ganhe. Ela foi costurada no dia 13 de julho com uma camiseta de futebol. |
| Winter Snowflake          | Winter é uma das maiores entusiastas de Lalaloopsyland para todas as coisas invernais e com neve. Ela gosta de fazer bolas de neve e convidar os amigos para comerem cones de neve. Seu dia favorito é um dia de neve e o frio aquece seu coração. Ela foi costurada em 18 de janeiro com neve e tem um husky siberiano como animal de estimação. |
| Wacky Hatter              | Wacky é sem dúvida o residente mais maluco de Lalaloopsyland. Ele é maluco e nunca é chato. Ele gritará sem avisar, um enigma e uma rima e um poema para a hora do chá. Ele foi costurado no dia 15 de setembro a partir do chapéu do Chapeleiro Maluco e tem um gato como animal de estimação. |
| Yuki Kimono               | Yuki é uma das residentes mais elegantes de Lalaloopsyland. Ela adora rir e dobrar papel em formatos divertidos de animais, mas às vezes os dobra muitas vezes e não consegue dizer o que são. Ela foi costurada no dia 27 de março com um quimono japonês e tem um gato como animal de estimação. |

### Lalaloopsy Littles
| Nome                       | Origem e Personalidade |
| -------------------------- | --- |
| Beauty Fairest             | Beauty é a irmã mais nova de Snowy Fairest. Ela é a menor cantora da floresta de Lalaloopsyland e adora ficar bonita. Ela foi costurada no dia 3 de julho com o vestido da Branca de Neve e tem uma maçã como animal de estimação. |
| Blanket Featherbed         | Blanket é a irmã mais nova de Pillow Featherbed. Ao contrário de sua irmã, ela adora ficar acordada a noite toda. Ela foi costurada no dia 23 de outubro com pedaços de um cobertor de bebê e tem um cordeiro como animal de estimação. |
| Bow Bah Peep               | Bow Bah Peep é a irmã mais nova de Little Bah Peep. Ela adora filhotes de animais e quando chega a hora de dormir, sua coisa favorita a fazer é fechar os olhos e contar as ovelhas enquanto elas pulam uma cerca branca até que ela adormeça profundamente. Ela foi costurada no dia 10 de abril com o gorro de Little Bo Peep e tem um cordeiro como animal de estimação.               |
| Breeze E. Sky              | Breeze E. é a irmã mais nova de Cloud E. Sky, Storm E. Sky e Rain E. Sky. Ela é descontraída e calma. Ela sempre segue o fluxo, o que às vezes pode levá-la a um turbilhão de problemas. Ela foi costurada em 15 de junho a partir de pedaços de uma nuvem e tem uma nuvem como animal de estimação.                                                                                      |
| Bundles Snuggle Stuff      | Bundles é a irmã mais nova de Mittens Fluff 'N' Stuff. Ela adora tudo o que tem a ver com neve, como lutas de bolas de neve, construir bonecos de neve e fazer anjos de neve. Ela foi costurada no dia 6 de janeiro com pedaços de um cachecol aconchegante e tem um ursinho de lã como animal de estimação.                                                                              |
| Cape Riding Hood           | Cape é a irmã mais nova de Scarlet Riding Hood. Ela adora fazer longas caminhadas na floresta. Ela foi costurada no dia 7 de fevereiro com a capa de Chapeuzinho Vermelho e tem um filhote de lobo como animal de estimação. |
| Comet Starlight            | Comet é a irmã mais nova de Dot Starlight. Ela sonha em ver as estrelas de perto e se pergunta se a lua é feita de queijo. Ela foi costurada em 8 de agosto a partir de um traje espacial de astronauta e tem uma minhoca como animal de estimação. |
| Dream E. Wishes            | Dream E. é a irmã mais nova de Smile E. Wishes. Ela adora colecionar coisas e é super organizada. Ela tem coleções de coisas brilhantes, doces e minúsculas. Mas sua coleção de botões é a sua favorita. Ela foi costurada no dia 1 de janeiro com um vestido de Fada do Dente e tem um travesseiro de urso como animal de estimação.                                                     |
| Giggly Fruit Drops         | Giggly é a irmã mais nova de Sugar Fruit Drops. Ela é um pouco doce e um pouco azeda. Ela sempre tem o bolso cheio de chicletes e às vezes os derrama, deixando um rastro de goma para os amigos seguirem. Ela foi costurada no dia 22 de abril com balas de goma e tem um gato de goma como animal de estimação.                                                                         |
| Kiwi Tiki Wiki             | Kiwi é a irmã mais nova de Mango Tiki Wiki. Ela pode passar o dia inteiro debaixo de uma palmeira com os pés na areia. Ela adora dançar hula e procurar conchas. Ela foi costurada no dia 2 de setembro com pedaços de uma saia de grama e tem um coco como animal de estimação. |
| Lolly Candy Ribbon         | Lolly é a irmã mais nova de Sweetie Candy Ribbon. Ela está cheia de energia porque está girando um pouco com força. Ela adora dançar em círculos e seu doce favorito são pirulitos de caramelo. Lolly foi costurada no dia 16 de outubro com um pedaço de caramelo e tem um caracol como animal de estimação.                                                                             |
| Mallow Sweet Fluff         | Mallow é a irmã mais nova de Toasty Sweet Fluff. Ela gosta de manter as coisas leves e fofas. Ela foi costurada em 30 de agosto com um marshmallow fresco e tem um coelho de marshmallow como animal de estimação. |
| Matey Anchors              | Matey é o irmão mais novo de Marina Anchors. Ele adora a vida no mar. Desde fazer e brincar com veleiros de papel até nadar no remo para cachorros. Assim como Marina, ele gosta de fazer nós. Mas ele não pode desamarrá-los ainda. Ele foi costurado no dia 1 de julho com pedaços de uniforme de marinheiro e tem um caranguejo como animal de estimação.                              |
| Mimi La Sweet              | Mimi é a irmã mais nova de Suzette La Sweet. Ela adora cupcakes pequenos e mini rosquinhas. Sua coisa favorita é usar roupas de princesa e fazer uma reverência perfeita. Ela foi costurada no dia 14 de outubro com um vestido de uma duquesa de verdade e tem um cachorrinho como animal de estimação.                                                                                  |
| Petal Flowerpot            | Petal é a irmã mais nova de Blossom Flowerpot. Ela é gentil, super doce e um pouco impaciente. Ela adora plantar flores, mas nem sempre gosta de esperar que elas cresçam. Ela foi costurada no dia 30 de maio com um par de luvas de jardineiro e tem um caracol como animal de estimação.                                                                                               |
| Pita Mirage                | Pita é a irmã mais nova de Sahara Mirage. Ela adora realizar desejos e tocar flauta, embora conheça apenas uma nota. Seu lugar favorito para tirar uma soneca é o tapete “mágico”. Ela foi costurada no dia 11 de agosto com um véu de gênio de verdade e tem uma cobra como animal de estimação.                                                                                         |
| Posy Golden Petals         | Posy é a irmã mais nova de Mari Golden Petals. Ela adora calêndulas, assim como sua irmã. Ela também adora dias de sol e pode alegrar qualquer ambiente com seu comportamento alegre. Ela foi costurada em 12 de março com uma calêndula e tem um broto como animal de estimação. |
| Rain E. Sky                | Rain E. é a irmã mais nova de Storm E. Sky, Cloud E. Sky e Breeze E. Sky. Ela usa o rock para expressar seu espírito ousado. Ela também passa o dia todo olhando para as formas nas nuvens, sem nunca saber quando a inspiração poderá surgir. Rain E. foi costurado em 26 de abril a partir de pedaços de uma nuvem de chuva e tem uma nuvem de chuva como animal de estimação.          |
| Red Fiery Flame            | Red é a irmã mais nova de Ember Flicker Flame. Ela é rápida e adora ajudar, principalmente quando se trata de soprar velas, mesmo quando estão no bolo de aniversário de outra pessoa. Ela foi costurada no dia 11 de outubro com pedaços de uniforme de bombeiro e tem uma pimenta vermelha como animal de estimação.                                                                    |
| Ribbon Slippers            | Ribbon é a irmã mais nova de Cinder Slippers. Ela adora ficar acordada depois da meia-noite. Ela foi costurada no dia 10 de maio com o vestido da Cinderela e tem uma abóbora como animal de estimação. |
| Scribbles Splash           | Scribbles é a irmã mais nova de Spot Splatter Splash. Ela adora misturar cores para ver qual nova cor evolui, além de fazer muitos respingos. Normalmente, em seu tempo livre, Scribbles pinta a dedo. Ela foi costurada no dia 28 de janeiro com pedaços de um macacão de pintor e tem uma girafa como animal de estimação.                                                              |
| Sherri Charades            | Sherri é a irmã mais nova de Charlotte Charades. Ela é super travessa, mas muito quieta. Ela adora fazer piadas, praticar seu passeio bobo e comer grandes sanduíches invisíveis. Ela foi costurada no dia 7 de janeiro com uma luva de mímico e tem um croissant como animal de estimação.                                                                                               |
| Specs Reads-a-Lot          | Specs é a irmã mais nova de Bea Spells-a-Lot. Ela é uma ótima aluna que adora comer maçãs e ganhar estrelas douradas. Ela é um pouco tímida e prefere não falar muito. Ela foi costurada no dia 14 de março com pedaços de uniforme de uma colegial e tem uma minhoca como animal de estimação.                                                                                           |
| Spoons Waffle Cone         | Spoons é a irmã mais nova de Scoops Waffle Cone. Ela adora qualquer coisa com granulado. Quando está tomando sorvete, ela sempre tenta usar uma colher grande, mas geralmente faz uma bagunça enorme. Ela foi costurada no dia 23 de julho com uma tigela de sorvete napolitano e tem um gatinho sorvete como animal de estimação.                                                        |
| Sprinkle Spice Cookie      | Sprinkle é a irmã mais nova de Crumbs Sugar Cookie. Ela tem um apetite enorme e também adora doces. Suas coisas favoritas são biscoitos frescos e lamber a massa de bolo da tigela. Ela foi costurada no dia 15 de maio com um avental de padeiro e tem um rato de biscoito como animal de estimação.                                                                                     |
| Squirt Lil Top             | Squirt é a irmã mais nova de Peanut Big Top. Ela é uma artista circense e um pouco exibicionista. Seus melhores truques são cambalhotas e malabarismos, mas apenas uma coisa de cada vez. Ela foi costurada no dia 19 de janeiro com pedaços de uma fantasia de palhaço e tem um amendoim como animal de estimação.                                                                       |
| Streamers Carnivale        | Streamers é a irmã mais nova de Confetti Carnivale. Ela é super feminina e adora brincar de se vestir, principalmente com seu gatinho de estimação. Às vezes ela finge que está dançando em um grande baile. Ela foi costurada no dia 3 de abril com um vestido de baile de máscara e tem um gatinho de lã como animal de estimação.                                                      |
| Stumbles Bumps 'N' Bruises | Stumbles é a irmã mais nova de Rosy Bumps 'N' Bruises. Ela é uma paciente perfeita que sempre toma remédios, adora usar curativos e tem certeza que está ficando boba. Ela foi costurada no dia 7 de fevereiro com pedaços de uniforme de enfermeira e tem um ursinho de pelúcia como animal de estimação.                                                                                |
| Teacup Hearts              | Teacup é a irmã mais nova de Crumpet Hearts. Ela é doce como um bolinho e está sempre disposta a ajudar. Ela quer ser igual à irmã mais velha, confiante e extrovertida, mas às vezes até as princesas são um pouco tímidas. Ela foi costurada no dia 25 de junho a partir de uma casinha de chá e tem um cachorrinho para animal de estimação.                                           |
| Tiny Might                 | Tiny é a irmã mais nova de Dyna Might. Ela adora pular da cama e pular sobre seu ouriço de estimação. Ela usa sua toalha de praia favorita como capa, embora seja um pouco longa e às vezes ela tropeça nela. Ela foi costurada no dia 25 de setembro com uma capa de herói e tem um ouriço como animal de estimação.                                                                     |
| Tricky Mysterious          | Tricky é a irmã mais nova de Misty Mysterious. Ela é super estupenda e uma excelente assistente. Ela adora inventar palavras mágicas e agitar a varinha, mas antes que você perceba, ela desaparece. Ela foi costurada no dia 29 de fevereiro com uma capa de mágico e tem uma cenoura como animal de estimação.                                                                          |
| Trinket Sparkles           | Trinket é a irmã mais nova de Jewel Sparkles. Ela é uma garota muito chique que adora joias brilhantes e vestidos com babados. Ela foi costurada no dia 24 de maio com pedaços de um vestido de princesa de verdade e tem um gatinho de lã como animal de estimação. |
| Trouble Dusty Trails       | Trouble é a irmã mais nova de Prairie Dusty Trails. Como a nova xerife da cidade, ela adora usar botas grandes, levantar poeira e garantir que todos tirem uma soneca ao meio-dia. Ela foi costurada no dia 1 de maio com pedaços de um colete de cowgirl e tem um brinquedo de montar em pônei como animal de estimação.                                                                 |
| Twinkle E. Flutters        | Twinkle E. é a irmã mais nova de Pix E. Flutters. Cheia de energia, ela é uma pequena fada travessa que adora brincar e provocar os outros, além de fazer shows de luzes. Às vezes, o pó mágico a faz espirrar. Ela foi costurada no dia 2 de fevereiro com pedaços de um vestido de fada de verdade e tem um vaga-lume como animal de estimação.                                         |
| Twirly Figure Eight        | Twirly é a irmã mais nova de Swirly Figure Eight. Ela adora ver sua respiração quando está frio lá fora. Seu grande truque é patinar em círculos, mas às vezes ela fica um pouco tonta. Ela foi costurada no dia 1 de fevereiro com uma fantasia de patinadora no gelo e tem uma foca como animal de estimação.                                                                           |
| Twisty Tumblelina          | Twisty é a irmã mais nova de Tippy Tumblelina. Ela é alegre e sempre leve na ponta dos pés. Ela consegue se equilibrar em um pé, mas às vezes cai de tanto rir. Ela foi costurada no dia 7 de fevereiro com pedaços de um tutu de bailarina e tem um pato como animal de estimação. |
| Whiskers Lion's Roar       | Whiskers é a irmã mais nova de Kat Jungle Roar. Ela é tão brincalhona quanto um filhote de leão e pode rugir tão ferozmente quanto um leão. Ela adora fazer um safari com Kat e muitas vezes pode ser encontrada balançando o rabo, rosnando ou caçando doces! Ela foi costurada no dia 29 de outubro com peças de uma roupa de safari e tem um filhote de leão como animal de estimação. |
| Whispy Sugar Puff          | Whispy é a irmã mais nova de Whimsy Sugar Puff. Ela é leve e arejada e tão pegajosa e doce. Às vezes ela tem pés tão leves que uma pequena brisa pode levantá-la do chão, mas ela sempre desce com um grande sorriso doce. Ela foi costurada em 7 de dezembro com algodão doce e tem uma ovelha de algodão doce como animal de estimação.                                                 |
| Wishes Slice O' Cake       | Wishes é a irmã mais nova de Candle Slice O' Cake. Ela adora festas de aniversário e acima de tudo cantar "parabéns". Seus hobbies favoritos são fazer e usar glacê sofisticado para soletrar os nomes de seus amigos em todos os bolos e biscoitos. Ela foi costurada no seu aniversário de um pedaço de bolo de aniversário e tem um porquinho cupcake.                                 |

### Lala-Oopsies
| Nome                 | Origem e Personalidade |
| Princesas Bailarinas | Princesas Bailarinas |
| -------------------- | --- |
| Princesa Anis        | Anis é a princesa das Bugigangas. Ela é uma garota feminina que governa o reino de todas as coisas preciosas e bonitas. Ela adora compartilhar histórias sobre sua interminável coleção de lembranças, mas organizar festas de chá é o que ela mais ama. Ela tem um gato como animal de estimação.                                               |
| Princesa Juniper     | Juniper é a princesa do Saber Como. Criativa e inteligente, ela é uma garota que consegue resolver qualquer problema que surja em seu caminho. Muito habilidosa com suas agulhas de tricô, ela é capaz de fazer algo do nada para salvar o dia a qualquer momento. Ela tem um coelho como animal de estimação.                                   |
| Princesa Lavender    | Lavender é a princesa dos Salpicos. Ela é muito engraçada e está sempre pronta para uma grande piada. Ela é perfeita quando se trata de virar uma carranca de cabeça para baixo e animar um amigo triste. Lavender também é muito brilhante e adora fazer barulho.                                                                               |
| Princesa Nutmeg      | Nutmeg é a princesa da Bobagem. Ela vive em seu próprio reino de pernas para o ar, onde tudo é diversão. Ela adora dançar e fazer seus amigos sorrirem. E embora às vezes seja um pouco desajeitada, ela sempre tenta fazer o seu melhor. Ela tem um coelho como animal de estimação.                                                            |
| Princesa Saffron     | Saffron é a princesa dos Abraços. Ela é calorosa e atenciosa e adora fazer guloseimas para todos os seus amigos. Na verdade, às vezes ela se preocupa tanto que seus sentimentos se misturam à massa, então seus doces sempre ficam mais gostosos quando ela está feliz. Ela tem um rato como animal de estimação.                               |
| Princesa Sesame      | Sesame é a princesa do Aqui Para Lá. Ela tem um super senso de direção. Esta viajante ensolarada navega pelos rios de leite com morango para levar amigos de um lugar para outro. Embora ocasionalmente tome o caminho errado, ela sempre consegue encontrar o caminho de casa.                                                                  |
| Fadas                | |
| Fada Daffodil        | Daffodil é trabalhadora que sempre dá o seu melhor. Embora ela não consiga voar tão alto quanto seus amigos, ela sempre chega aonde quer, mesmo que isso exija muitos saltos e voos. |
| Fada Fern            | Fern é gentil e doce. Ela adora tirar uma soneca, às vezes até enquanto voa. Embora isso muitas vezes resulte em choques e dificuldades, ela nunca teve a chance de ajudar seus amigos. |
| Fada Lilac           | Lilac voa em sua própria direção - de cabeça para baixo - o que leva a alguns movimentos e voltas engraçados. Também permite que ela veja coisas que os outros não percebem, o que dá a esta fada um ponto de vista muito valioso. |
| Fada Tulip           | Tulip inspira seus amigos a trabalharem juntos e realizarem tarefas. Nenhum problema é muito complicado para ela resolver, mesmo quando envolve o medo de voar sobre o leite com morango. |
| Sereias              | |
| Sereia Anemone       | Anemone adora parecer especial e brilhante. Usando conchas e pérolas, ela cria amuletos fantásticos que adora usar onde quer que vá. Gentil e generosa, ela fica feliz em compartilhá-los com os amigos quando eles também querem brilhar. Ela tem uma estrela do mar como animal de estimação.                                                  |
| Sereia Fin           | Fin é amigável e brilhante. Embora ela não seja a nadadora mais rápida, ela pensa rápido e está sempre feliz em ajudar seus amigos a descobrir uma solução para um problema. Fin dorme em sua cápsula de dormir macia e aconchegante. |
| Sereia Gilly         | Gilly adora nadar! Adicionando muitas reviravoltas, ela nunca perde a oportunidade de fazer um show para seus amigos. |
| Sereia Kelp          | Kelp é tímida em novas situações, mas tem muito a dizer quando se aquece. Inteligente e alerta, essa observadora tímida sempre surpreende seus amigos ao perceber algo que eles não perceberam. Ela vem com sua própria cápsula de dormir macia e aconchegante.                                                                                  |
| Sereia Opal          | Opal é destemido, amigável e curioso como pode ser. Ávida por aventura, ela muitas vezes salta antes de olhar! Mesmo quando as coisas não saem como esperado, esse nadador ensolarado sempre vê o lado bom. Mais do que tudo, ela adora descobrir novos amigos. Ela tem um polvo como animal de estimação.                                       |
| Sereia Tadpole       | Tadpole adora aprender coisas. Ela é super curiosa e otimista. Ela nada ao lado de seus amigos, em busca de uma nova aventura. |
| Sereia Treasure      | Treasure é doce e brincalhão. Ela adora ouvir músicas alegres e adora tocá-las ainda mais em sua harpa! Depois de praticar muito, ela fica feliz em tocar as cordas da harpa para seus amigos sempre que pode. Ela tem um caranguejo como animal de estimação.                                                                                   |
| Sereia Water Lily    | Water Lily adora se aconchegar em qualquer lugar perto de casa. Ela nunca mergulha direto em aventuras, mas pode seguir o fluxo quando vê o quanto isso é importante para seus amigos! Nenúfar também é muito sensata e prática, seguindo as mesmas rotinas todos os dias. Ela sempre faz muito. Ela tem uma água-viva como animal de estimação. |
| Cavalos              | |
| Hazelnut             | Hazelnut está pronta para sua próxima aventura. Do mundo dos rios de leite com morango e dos céus de tangerina, ela pode voar para qualquer lugar que você quiser. Divirta-se escovando sua longa juba rosa com o pincel incluído. Um chifre rosa e um coração no quadril a fazem se destacar.                                                   |
| Macadamia            | Macadamia está pronto para voar sobre os rios de leite e morango em uma terra repleta de princesas dançarinas e fadas mágicas. Ela inspira a imaginação para muita diversão e brincadeiras criativas. |
| Tea Biscuit          | Tea Biscuit gosta de escovar seus longos cabelos azuis enquanto sonha com princesas e fadas. |
| Scone                | História desconhecida |
| Almond               | História desconhecida |
| Cashew               | História desconhecida |
| Cavalos Marinhos     | |
| Brittlestar          | História desconhecida |
| Dottyback            | História desconhecida |
| Sea Squirt           | História desconhecida |
| Sunstar              | História desconhecida |

- Referências

1. ↑  Festa Lalaloopsy Pesquisa em 14/05/2014
2. ↑  «Lalaloopsy - Canal Panda Portugal». canalpanda.pt (em espanhol). Consultado em 13 de setembro de 2018